# Masteria cavicola
Espèce
Synonymes
- Accola cavicola Simon, 1892

Masteria cavicola est une espèce d'araignées mygalomorphes de la famille des Dipluridae.

## Distribution
Cette espèce est endémique de Luçon aux Philippines. Elle a été découverte dans la grotte de San-Mateo.

## Publication originale
- Simon, 1892 : Arachnides. Étude sur les Arthropodes cavernicoles de île Luzon, Voyage de M. E. Simon aux îles Philippines (Mars et avril 1890). Annales de la Société Entomologique de France, vol. 61, p. 35–52 (texte intégral).